# Catedral de San Andrés (Sídney)
La catedral de San Andrés es la iglesia catedral de la Diócesis Anglicana de Sídney en Australia y por lo tanto sede del arzobispo anglicano de Sídney. 
Situada en el centro de la ciudad, la catedral es uno de los mejores ejemplos de arquitectura neogótica en Sídney, además es la catedral más antigua de Australia. Fue diseñada por el arquitecto australiano Edmund Blacket y consagrada en 1868 por el obispo anglicano de Sidney Frederic Barker. La catedral tiene servicios todos los días, también hay un servicio de sanidad, estudios bíblicos y reuniones de oración. 
La catedral de San Andrés se encuentra en la lista de patrimonios nacionales de Australia.